# SW Sextantis
SW Sextantis ist ein Doppelsternsystem bestehend aus einem Roten Zwerg und einem Weißen Zwerg im Sternbild Sextant. Das System befindet sich in etwa 2000 Lichtjahren Entfernung und ist der Prototyp der sogenannten SW-Sextantis-Sterne, welche zu den Kataklysmischen Veränderlichen gehören.
Im System befindet sich möglicherweise in einer Entfernung von 10,52 AE eine dritte Komponente, die mit einer Mindestmasse von 0,014 Sonnenmassen das System beeinflusst. Dabei könnte es sich um einen in etwa jupitergrossen Exoplaneten handeln.